# كأس جورجيا 2006–07
كأس جورجيا 2006–07 هو موسم من كأس جورجيا. كان عدد الأندية المشاركة فيه 28، وفاز فيه FC Ameri Tbilisi ‏.